# 敷地計画

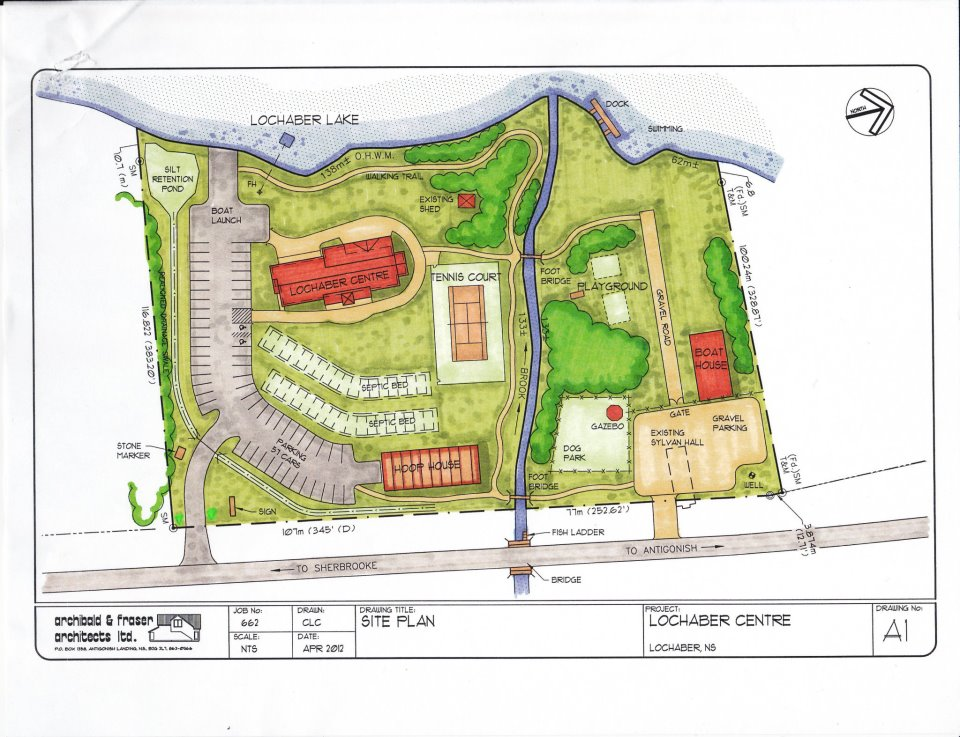
敷地計画の例

敷地計画（サイトプラン、サイト計画、敷地プランニング、英：site plan）はランドスケープ計画であり、そして与えられた敷地に対して提案される改良計画に関する詳細な計画・設計図である。敷地計画では通常、建物の設置面積から移動路、駐車場、排水施設、衛生施設（下水道、水道）、歩道、照明、そして庭やエクステリア/ランドスケープの要素の配置計画（layout plan）も示す。
そのようなサイトの計画は、「建物、駐車場、ドライブ、造園および開発 プロジェクトの部であるその他の構造の配置のグラフィック表現 」 である。
敷地計画は「建設請負業者が資産を改良するために使用する」一組の建築図面で、自治体は、開発計画が満たされていることを歴史的な資料として確認するためにサイト計画を使用することができる。用地計画は多くの場合、技術者、建築家、造園家、または土地測量士のいずれかの免許を受けた者である建設コンサルタントによって作成されなければならない。

## 敷地計画の概要

### サイト分析
用地分析は用地計画、調査、分析、および統合を含む都市計画の一形態としての準備段階として完成させる蓄積であり、特定の敷地に関連する基本的なデータを主に扱うが、トピック自体は、建築、造園、工学、経済学および都市計画の境界に分岐する。サイト分析はサイトの計画設計重要要素であったが、都市計画研究者であるケヴィン・リンチは、サイト設計における8サイクルステッププロセスを開発した。このステップの第2ステップは、このセクションの焦点であるサイト分析である。

### 敷地計画のビルディングブロック
敷地計画・サイトプランは一定の縮尺で描かれた不動産の平面図、配置図である。サイトプランには、次のものを表示できる(サイトプラン、立面図、およびフロアプランの説明)。
- 敷地境界線
- 既存および提案中の建物および構造の概要
- 建物間の距離
- 建物と敷地境界線の間の距離（後退）
- 駐車場、駐車スペース
- 私道
- 周辺の通り
- 手入れの行き届いた地域
- 使いやすさ
- 地上標識の場所
- 公益事業

### サイト計画
造園・ランドスケープアーキテクチャーおよび建築における敷地計画とは、ランドスケープデザインプロセスの組織段階を指すがこれには土地利用のゾーニング、アクセス、流通、プライバシー、セキュリティ、避難所、土地の排水およびその他の要素の編成作業が含まれる。地形、植栽、水、建物や舗装などの構成要素を配置することによって行われる用地計画は一般に用地分析を通して開発のための潜在的用地を評価することから始まり、斜面、土壌、水文学、植生、土地区画の所有権、方向などに関する情報が評価およびマッピングされる。開発に乏しい（氾濫原や急斜面など）領域と開発に適している領域を特定することで計画担当者または設計者は最適な場所を評価し、こうしてこのスペース内で機能する構造を設計できることとなる。

### 輸送計画
輸送計画は、輸送施設（一般に街路、高速道路 、歩道、自転車専用車線、公共交通機関 ）の立地に関わる分野である。輸送計画は歴史的に目標と目的を定義し、問題を識別し、代替案を生み出し、代替案を評価し、そして計画を策定するという合理的な計画モデルに従ってきたが、他の計画モデルには合理的な主体、満足、漸進的計画 、組織的プロセス、および政治交渉が含まれる。現在では特に環境保護の重要性が高まっているため、計画担当者は学際的なアプローチを採用することが期待されている。たとえば行動心理学を使用して運転手が自分の自動車を放棄し、代わりに公共交通機関を使用するよう説得するなどである。交通計画担当者の役割は現在、技術的な分析から統合的な交通政策による持続可能性の促進へとシフトしている（South、A.（2006）、現代の輸送計画者はいない、今日の両方の技術的熟達と政治的に抜け目のない、現地交通する必要がありる。448、2005年7月27日）。

### 都市計画
都市計画は、都市化された自治体およびコミュニティの構築された社会的環境の非常に広範囲の側面を調査するために土地利用計画と交通計画の分野を統合することである。さらに地域計画はより詳細ではないレベルで、そして大きな環境を扱う。ローマ（暗黒時代以前）時代からの都市計画の起源に基づいて、現在の学問分野は大学から大学への学際的な戦略的な位置づけによって異なり、都市計画、建築、ランドスケープの学問分野の相乗効果を再検討する必要がある。

## 例

ファイル:Scottish_Parliament_site_plan.svgスコットランド議会の敷地計画
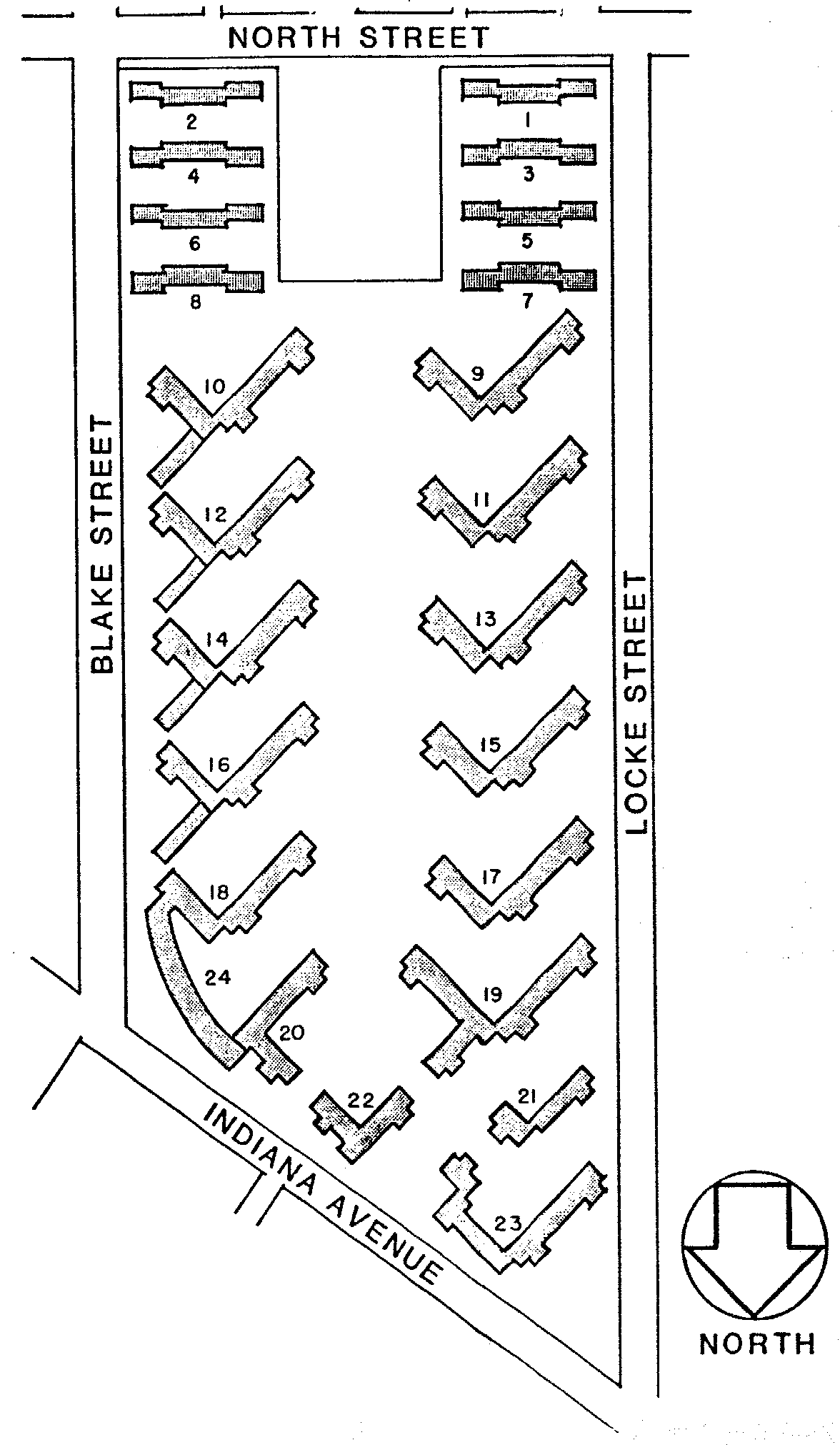
ファイル:Lockefield_Gardens_-_site_plan.png Lockefield Gardens - 敷地計画。
ファイル:WTC_Building_Arrangement_and_Site_Plan.svg WTCの建物配置と敷地計画
ファイル:Tres_Zapotes_site_plan.svg Tres Zapotesのサイトプラン

類似の語に「ランドプランニング」がある。これは分譲などにより複数の敷地に分割される大規模な都市開発の物的計画のことで、ガレッド・エクボの定義などから、単一目的の開発のための計画である敷地計画の複数集合体であるということもできるとしている。